# Provincia de Castrovirreyna
La provincia de Castrovirreyna es una de las siete que conforman el departamento de Huancavelica en el sur del Perú. Limita por el norte con la provincia de Huancavelica, por el este con la provincia de Huaytará, por el sur con el departamento de Ica y por el oeste con el departamento de Lima.
Desde el punto de vista jerárquico de la Iglesia católica, forma parte de la diócesis de Huancavelica.

## Toponimia
Esta provincia, al igual que el distrito homónimo, toma su nombre de la ciudad de Castrovirreyna, capital de ambas circunscripciones.

## Historia

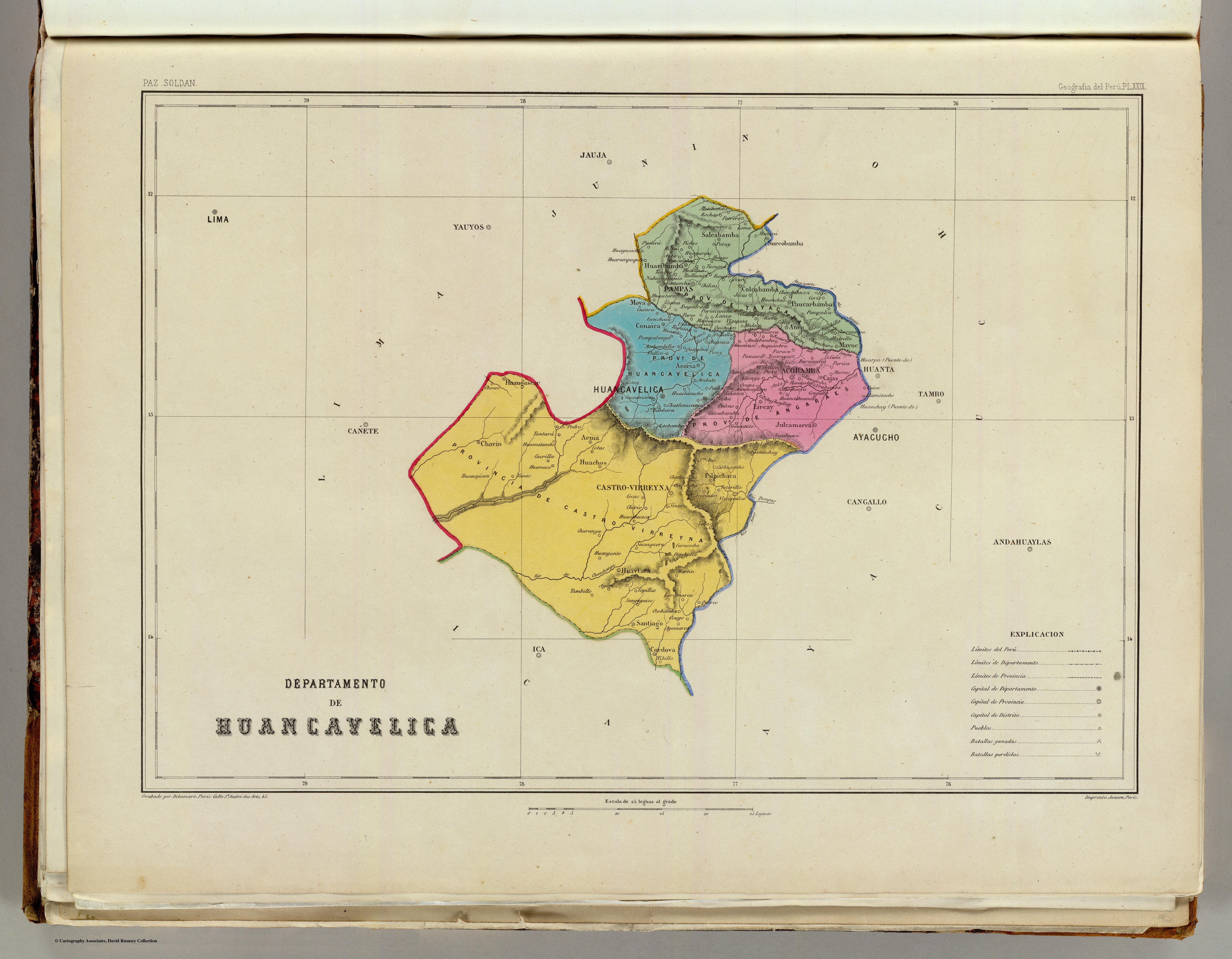
Mapa de Huancavelica en 1865

Los primeros grupos o sociedades que se conformaron en Huaytará y Castrovirreyna fueron las de los Anccaras y Chocorvos, las cuales tenían filiación con los Chancas. En los distritos de Castrovirreyna —Arma, Aurahuá, Ticrapo, entre otros— se encuentran vestigios de la presencia y dominación inca.
En la época colonial, el papel de las provincias de Huaytará y Castrovirreyna era de importancia para una economía que se sustentaba en la extracción, procesamiento y embarcación del mercurio, ya que por sus territorios bajaba el azogue hacia el puerto de Chincha. El transporte se realizaba en odres de cuero o cajas de madera, las cuales eran transportadas por llamas y alpacas preparadas para este trayecto. La ruta era Huancavelica-Castrovirreyna-Huaytará-Chincha-Arica.
Su empobrecimiento durante la República tiene que ver con el progresivo decrecimiento de la actividad minera y el papel de los latifundistas que ganarán mayor presencia por la apropiación de las tierras comunales. En este período, la zona pasa del poder económico de los propietarios mineros a la dominación de una oligarquía agraria basada en la propiedad de la tierra por laiglesia y los terratenientes.
En Castrovirreyna el proceso de reforma agraria resultará insuficiente para cambiarsu situación social, económica, política e institucional. Experiencias esporádicas, como la constitución de la comunidad campesina de Castrovirreyna, surgida sobre la base de las tierras de la iglesia y de propiedades privadas, significó una alternativa de desarrollo en la provincia.
A estos factores estructurales de la provincia se suman las consecuencias de la violencia política social de la guerra interna ( terrorismo) de los años ochenta y noventa, cuyas principales consecuencias fueron:
- Un vacío generacional de doce a quince años que ha resquebrajado la estructura socioeconómica de la provincia.
- Debilitamiento de la organización comunal, organizaciones sociales y productivas e instituciones locales.
- El desplazamiento de las familias que empezó de los centros poblados a capitales de distrito y provincia, y de estas capitales a ciudades como Huancavelica, Huancayo, Lima, Chincha, Cañete, Pisco e Ica.
- Desactivación de la actividad minera que generaba oportunidades de trabajo.
- Debilitamiento de la identidad cultural de cada centro poblado de los distritos, y también de la provincia.
- Debilitamiento del sistema productivo, con el deficiente sistema de distribución de las tierras agrícolas.
- Deficiente infraestructura productiva —sistemas viales, irrigaciones, reservorios nocturnos, entre otros—, lo cual ha generado la fragmentación de los distritos con la capital de provincia y región, y una mayor articulación con la costa.
- Abandono de la infraestructura educativa, de salud y de saneamiento básico.

Esta provincia figura en el decreto de 21 de junio de 1825, por el que se convocó por primera vez a elecciones a los departamentos y provincias. Castrovirreyna ha seguido, desde entonces, en la categoría de provincia en las leyes y decretos que, sobre elecciones, se han expedido hasta la fecha. Por decreto de 16 de febrero de 1866 se trasladó la capital provincial al pueblo de Huaytará, la ley de 30 de septiembre de 1867 restableció la capital de provincia a la ciudad de Castrovirreyna; por Ley n.º 4015, de 29 de diciembre de 1919, se volvió a trasladar la capital provincial al pueblo de Huaytará, el que fue elevado a la categoría de ciudad por Ley Regional n.º 228, de 16 de agosto de 1920; finalmente la Ley n.º 9561, de 14 de enero de 1942, trasladó la capital provincial a la ciudad de Castrovirreyna.
Como se observa, por las diferentes disposiciones legales anteriores, la capital provincial ha sido trasladada repetidas veces de una ciudad a otra.

## Geografía
Abarca una superficie de 3984,62 km².

## División administrativa
La provincia se divide en trece distritos:
1. Castrovirreyna, creado en la época de la independencia.
2. Arma, creado en la época de la independencia; la ley de 24 de octubre de 1893, dio a su capital, el pueblo de su nombre, el título de villa.
3. Aurahuá, creado por Ley Regional n.º 344, de 6 de septiembre de 1920.
4. Capillas, creado por Ley n.º 9299, de 22 de enero de 1941.
5. Chupamarca, creado por ley de 2 de enero de 1857; este distrito fue anexado de la provincia de Yauyos por decreto de 16 de febrero de 1866; la ley de 25 de octubre de 1898 ratificó este decreto.
6. Cocas, creado por Ley n.º 5349, de 18 de enero de 1926.
7. Huachos, creado en la época de la independencia; la Ley Regional n.º 527, de 12 de septiembre de 1921, dio a su capital, el pueblo de su nombre, el título de villa.
8. Huamatambo, creado por Ley n.º 9505, de 12 de enero de 1942.
9. Mollepampa, creado por Ley n.º 12363, de 20 de junio de 1965.
10. San Juan, creado por Ley n.º 9505, de 12 de enero de 1942.
11. Santa Ana, creado por Ley n.º 15369, de 8 de enero de 1965.
12. Tantara, creado por Ley n.º 4207, del 12 de enero de 1921.
13. Ticrapo, creado por Ley Regional n.º 344, de 6 de septiembre de 1920.

## Población
La provincia tiene una población aproximada de 20 402 habitantes.

## Capital
La capital de esta provincia es la ciudad de Castrovirreyna.

## Autoridades

### Regionales
- Consejero regional
  - 2019-2022:[2] Gianina Sánchez Almonacid (Movimiento Independiente Trabajando para Todos)

### Municipales
- 2019-2022[2]
  - Alcalde: Mario Encarnación López Saldaña, del Movimiento Regional Ayni.
  - Regidores:

  1. Rubén Emilio Rivas Quispe (Movimiento Regional Ayni)
  2. Pedro Félix Ramírez Lucas (Movimiento Regional Ayni)
  3. Luis Alberto García Gonzalo (Movimiento Regional Ayni)
  4. Haydée Conce Paucar (Movimiento Regional Ayni)
  5. Freddy Willthon Colquepisco Herrera (Huancavelica Sostenible)

### Párroco
Párroco de Castrovirreyna el Rvdo. José Luis Gavilán Mallqui 2024-20...

## Festividades
Sus fiestas principales son la Fiesta Patronal de San Roque, del 14 al 18 de agosto; luego, la bajada de Niño Jesús de Praga, del 2 al 10 de enero, y la creación política de la provincia de Castrovirreyna, que es el del 16 al 21 de junio.